# Bouville (Eure-et-Loir)
Bouville település Franciaországban, Eure-et-Loir megyében. Lakosainak száma 553 fő (2022. január 1.). Bouville Luplanté, Vitray-en-Beauce és Alluyes községekkel határos.

## Népesség
A település népességének változása:
| Lakosok száma | 456  | 373  | 386  | 499  | 574  | 578  | 588  | 592  | 598  | 553  |
|               | 1968 | 1982 | 1990 | 2006 | 2013 | 2015 | 2017 | 2019 | 2020 | 2022 |